# Alice Roberts (Schauspielerin)
Alice Roberts (* 26. Juli 1906; † 29. Oktober 1985, auch Alice Roberte) war eine belgische Schauspielerin. Sie wurde vor allem durch ihre Darstellung der Gräfin Geschwitz im Film Die Büchse der Pandora bekannt, die als die erste explizit lesbische Rolle in der Geschichte des Films gilt.

## Karriere
Alice Roberts startete ihre Filmkarriere in Deutschland, wo sie 1928 in Das Schicksal derer von Habsburg – Die Tragödie eines Kaiserreiches als Louise von Coburg erstmals auf der Leinwand zu sehen war. Sie filmte danach abwechselnd in Frankreich und Deutschland. 1929 betraute sie Georg Wilhelm Pabst in seiner Wedekind-Verfilmung Die Büchse der Pandora mit dem wichtigen Part der Gräfin Geschwitz. Wohl aufgrund mangelnder Deutschkenntnisse stellte Roberts mit dem Aufkommen des Tonfilms ihre Filmtätigkeit in Deutschland ein und drehte bis 1932 ausschließlich in Frankreich. Danach beendete sie ihre Karriere. Alice Roberts starb 1985 an den Folgen eines Herzinfarkts.

## Filmografie
- 1928: Das Schicksal derer von Habsburg
- 1929: L'île d'amour
- 1929: Die Büchse der Pandora
- 1929: Miss Édith, duchesse
- 1929: Meineid
- 1929: Der lustige Witwer
- 1929: La femme rêvée
- 1929: Der Narr seiner Liebe
- 1929: Détresse
- 1930: Quand nous étions deux
- 1930: La douceur d'aimer
- 1931: Le costaud des PTT
- 1932: Mon curé chez les riches